# Brachymesia herbida
Brachymesia herbida é uma espécie de artrópode odonato, mais especificamente de libélula, pertencente à família dos libelulídeos (Libellulidae).

## Etimologia
O nome vernáculo libélula deriva do latim científico libellula, diminutivo do latim clássico libēlla, -ae, com o sentido de "prumo", "nível" ou "moeda de prata", por sua vez derivado do diminutivo de libra, -ae, que significa "balança". O nome faz alusão ao voo do inseto, que se mantém equilibrado no ar, pairando. Foi registrado em 1899 sob a forma libéllula.

## Taxonomia
Brachymesia herbida foi descrita pela primeira vez por Johannes Gundlach em 1889, sob o nome Libellula herbida. Faz parte da família dos libelulídeos (Libellulidae).

## Descrição
Brachymesia herbida apresenta coloração marrom uniforme, com manchas amarelas nas laterais do abdome. As asas têm uma tonalidade amarronzada, mas não exibem manchas.

## Distribuição e habitat
Brachymesia herbida está presente na América do Norte (Estados Unidos (Texas, Novo México, Nebrasca e Flórida) e México (Campeche, Guerrero, Naiarite, San Luis Potosí, Sinaloa, Sonora, Tabasco, Tamaulipas, Veracruz, Iucatã)), América Central (Belize, Costa Rica, El Salvador, Honduras, Nicarágua, Porto Rico, Panamá), Caribe (Cuba, Jamaica, Trindade e Tobago, Aruba, Ilhas Caimã, Curaçau, Índias Ocidentais, Barbados, Dominica, República Dominicana, Granada, Guadalupe, Martinica, Santa Lúcia) e América do Sul (Argentina (Misiones, Corrientes), Bolívia, Brasil, Colômbia, Equador (Ilhas Galápagos) Guiana, Guiana Francesa, Paraguai, Peru, Suriname, Venezuela).
No Brasil está presente nos estados do Acre, Amapá, Pará, Maranhão, Paraíba, Pernambuco, Alagoas, Sergipe, Bahia, Tocantins, Goiás, Mato Grosso, Mato Grosso do Sul, Minas Gerais, Rio de Janeiro e São Paulo, nos biomas da Amazônia, Caatinga, Cerrado, Mata Atlântica e Pantanal. Em termos hidrográficos, está presente nas sub-bacias do Araguaia, do Contas, da foz do Amazonas, do Grande, do Itapecuru, do litoral do Amapá, Alagoas, Pernambuco, Paraíba, Ceará, Rio de Janeiro e Sergipe, do Paraguaçu, do Negro, do Paraguai 01 e 03, do Paranaíba, do Paraíba do Sul, do Paru, do Purus, do Solimões, do Alto, Médio e Baixo São Francisco, do Tapajós, do Alto e Baixo Tocantins e do Trombetas.
Brachymesia herbida é encontrada em lagos, lagoas e pântanos estagnados, geralmente com maior densidade de vegetação do que o típico para outras espécies do gênero, incluindo habitats salobros. Os machos costumam permanecer na borda externa da faixa de vegetação emergente.

## Conservação
A União Internacional para a Conservação da Natureza (UICN) classifica Brachymesia herbida como pouco preocupante (LC), pois é amplamente distribuída e comum em toda a sua área de distribuição, e não há indicação de qualquer declínio populacional. No Brasil, não sofre impactos severos, restando grandes áreas naturais onde ela pode ocorrer. Em 2018, foi classificada como pouco preocupante (LC) no Livro Vermelho da Fauna Brasileira Ameaçada de Extinção do Instituto Chico Mendes de Conservação da Biodiversidade (ICMBio). A espécie está presente em várias áreas de conservação:
- Área de Proteção Ambiental do Carste da Lagoa Santa (APA Carste da Lagoa Santa)
- Floresta Nacional de Caxiuanã (Flona Caxiuanã)
- Floresta Nacional de Tefé (Flona Tefé)
- Parque Nacional da Chapada Diamantina (PARNA da Chapada Diamantina)
- Parque Nacional da Serra de Itabaiana (PARNA da Serra de Itabaiana)
- Reserva Extrativista Tapajós-Arapiuns (Resex Tapajós-Arapiuns)
- Área de Proteção Ambiental da Chapada dos Guimarães (APA da Chapada dos Guimarães)
- Área de Proteção Ambiental da Lagoa Encantada (APA Lagoa Encantada)
- Área de Proteção Ambiental Margem Direita do Rio Negro  -Setor Paduari-Solimões (APA Margem Direita do Rio Negro – Setor Paduari-Solimões)
- Estação Ecológica Jataí (ESEC Jataí)
- Reserva Biológica de Maicuru (Rebio Maicuru)
- Reserva Particular do Patrimônio Natural Fazenda São Geraldo (RPPN Fazenda São Geraldo)
- Reserva Particular do Patrimônio Natural Reserva Ecológica da Mata Fria (RPPN Mata Fria)